# (8210) NANTEN
(8210) NANTEN  es un asteroide perteneciente al cinturón de asteroides, descubierto el 5 de marzo de 1995 por Takao Kobayashi desde el Observatorio de Ōizumi, en Japón.

## Designación y nombre
NANTEN se designó inicialmente como 1995 EH.
Más adelante, en 2003 fue nombrado por  NANTEN, un telescopio de 4 metros para longitudes de onda milimétricas y submilimétricas, es operado por la Universidad de Nagoya. Fue instalado en 1991 en su campus y en 1996 fue trasladado a los Andes chilenos para realizar un estudio a gran escala de las nubes moleculares en la parte sur de la Galaxia y las nubes de Magallanes.

## Características orbitales
NANTEN orbita a una distancia media del Sol de 2,466 ua, pudiendo acercarse hasta 2,238 ua y alejarse hasta 2,693 ua. Tiene una excentricidad de 0,092 y una inclinación orbital de 7,128° grados. Emplea en completar una órbita alrededor del Sol 1414,09 días.

## Características físicas
Su magnitud absoluta es 14,19. Tiene 5,460 km de diámetro. Su albedo se estima en 0,311.